# Erwin Villain

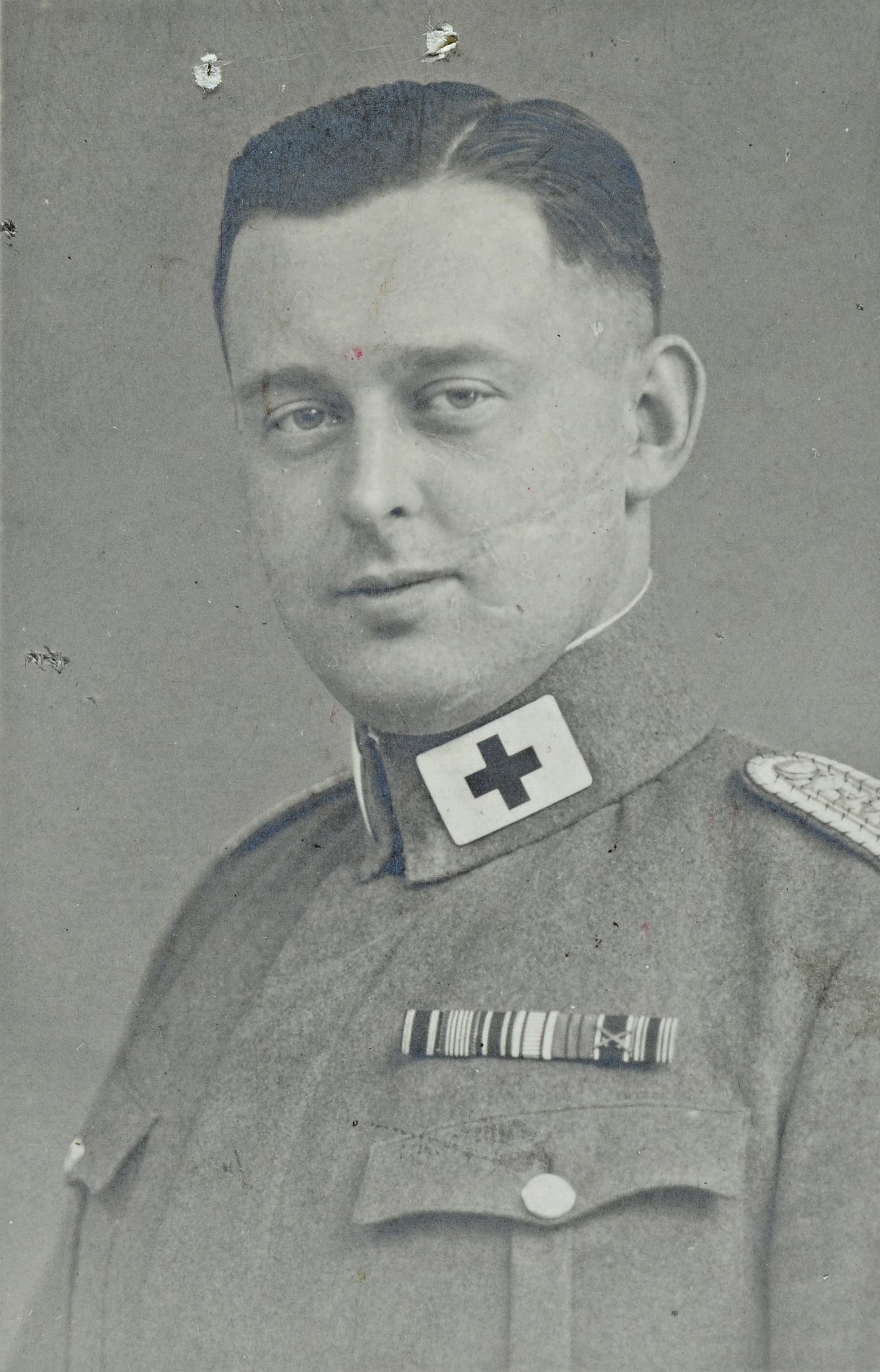
Erwin Villain (um 1933).

Erwin Karl Fritz Villain (* 3. November 1898 in Köpenick bei Berlin; † 1. Juli 1934 in Berlin-Lichterfelde) war ein deutscher Mediziner und SA-Führer. Er war einer der Getöteten des sogenannten Röhm-Putsches.

## Leben und Wirken

### Jugend, Erster Weltkrieg und Studium
Erwin Villain wuchs als Sohn des Konrektors Robert Villain in Köpenick auf. Nach dem Besuch der Volksschule wurde er an Realgymnasien in Köpenick und Oberschöneweide unterrichtet. Das letztere verließ er im November 1916 mit dem Reifezeugnis für die Oberprima, als er zur Preußischen Armee einberufen wurde.
Nach der Ausbildung beim 3. Garde-Regiment zu Fuß nahm Villain ab Mai 1917 mit dem Reserve-Infanterie-Regiment 202 aktiv am Ersten Weltkrieg teil. Im August 1917 wurde er am Chemin des Dames durch einen Granatsplitter schwer verletzt, so dass er den Rest des Krieges in Lazarettbehandlung bleiben musste. Während dieser Zeit nahm er den Schulbesuch wieder auf, den er zu Ostern 1918 mit dem Bestehen der Reifeprüfung am Hindenburg-Gymnasium in Berlin-Oberschöneweide erfolgreich abschloss. Zum Sommersemester 1918 schrieb Villain sich an der Berliner Friedrich-Wilhelms-Universität zum Studium der Medizin ein. Zu seinen Kommilitonen an der Berliner Hochschule gehörte auch Villains späterer Rivale Leonardo Conti. Im Februar 1919 folgte nach dem Ausheilen seiner Verwundung Villains offizielle Entlassung aus der Armee.
Zu Ostern 1920 bestand Villain die ärztliche Vorprüfung und im Dezember 1923 das ärztliche Staatsexamen. Anschließend war er von Dezember 1923 bis zum 1. April 1924 am Pathologischen Institut der Charité und vom 1. April bis zum 1. Oktober 1924 sechs Monate lang an der Poliklinik der II. Medizinischen Klinik der Charité tätig. Bis zur Approbation, die er am 23. Dezember 1924 erhielt, war Villain bei der Chirurgischen Klinik in der Ziegelstraße beschäftigt, bei der er in der Folgezeit noch einige Monate als Volontärassistent arbeitete.
Im Frühling 1925 schloss Villain an der Medizinischen Hochschule der Friedrich-Wilhelms-Universität seine Promotion zum Dr. med. ab. In seiner Dissertation, die dem beigefügten Lebenslauf zufolge am 30. März 1925 fertiggestellt wurde, befasste Villain sich mit der Frage der Farbstoffausscheidung im Magen.

### Ärztliche Tätigkeit in der SA
Nach dem Studium praktizierte Villain in Berlin, schloss sich dort 1930 der NSDAP an (Mitgliedsnummer 320.107) und trat auch der SA bei. Als Mitglied des Nationalsozialistischen Ärztebundes (NSDÄB) bemühte Villain sich, nationalsozialistische Ideen in den ständischen Verbindungen der Berliner Ärzteschaft durchzusetzen. Er übernahm die ärztliche Betreuung der SA-Standarte von Köpenick.
Im November 1931 wurde Villain zusammen mit Conti, inzwischen ebenfalls ein prominenter „Partei-Arzt“ der NSDAP, in die Ärztekammer Berlin gewählt. Unmittelbar vor der nationalsozialistischen „Machtergreifung“ im Januar 1933 wurde Villain bei den Gruppenwahlen der Bezirke des Groß-Berliner Ärztebundes zum stellvertretenden Vorsitzenden der Gruppe Köpenick, Treptow und Lichtenberg ernannt. Dies war der wichtigste der Berliner Ärzteverbände und bildete zugleich den Vorstand der Berliner Kassenärztlichen Vereinigung.
1933/34 beteiligte Villain sich in dieser Eigenschaft an der Ausschaltung politischer Gegner des Nationalsozialismus und insbesondere auch an Maßnahmen gegen jüdische Ärzte in seinem Zuständigkeitsbereich. Verschiedentlich wurde Villain außerdem mit der Reichstagsbrandstiftung im Februar 1933 in Verbindung gebracht, gelegentlich sogar als Anführer eines Stoßtrupps, der den Brand gelegt haben soll.
Im April 1933 wurde der Vorstand des Groß-Berliner Ärztebundes auf Veranlassung Contis, inzwischen Staatssekretär im preußischen Innenministerium, mit Ausnahme von Villain komplett ausgewechselt. An die Stelle von Villains nicht-nationalsozialistischen Kollegen traten weitere Parteigänger der NSDAP: Der kommissarische Vorstand bestand nun aus Villain, Kurt Quandt und Martin Claus.
Im Juni 1933 beteiligte Villain – der Edouard Calic zufolge als ein „erbarmungsloser Schläger gefürchtet“ war – sich an der sogenannten Köpenicker Blutwoche, in deren Verlauf die Köpenicker SA einige Dutzend Kommunisten, Sozialdemokraten und Juden drangsalierte und ermordete. Villain soll einen besonderen Anteil an der Ermordung von Angehörigen des sozialdemokratischen Reichsbanners Schwarz-Rot-Gold gehabt haben. Rudolf Diels, der erste Chef der Gestapo, berichtet in seinen Memoiren, dass Villain sich als „Spezialist“ an den „Ausprügelungen“ von Gegnern der SA beteiligt habe und die Kunst des Folterns und Misshandelns dabei durch das Zurückgreifen auf „Sammlungen von Peitschen und Marterwerkzeugen aus Eisen und stahldurchwirktem Gummi“ zur Perfektion entwickelt habe. Harry Schulze-Wilde charakterisiert Villain in gleicher Weise als einen „der fürchterlichsten Sadisten“, die es je gegeben habe, der beispielsweise verhafteten Sozialdemokraten „ätzende Säuren zu trinken“ gegeben oder sie über „offenen Feuer“ geröstet habe.

### Angriff auf Conti, Prozess und Tod (1934)
Die alte Feindschaft Villains mit Conti eskalierte schließlich im Frühjahr 1934, als Conti sich weigerte, Villain zum Vorsitzenden und Ehrengerichtsvorsitzenden der Berliner Ärztekammer zu ernennen, und dies mit angeblichen „erheblichen Charaktermängeln“ Villains begründete.
Hintergrund dieser Entscheidung war, dass Villain im Januar 1934 auf Veranlassung von Gerhard Wagner, dem Vorsitzenden des NSDÄB, der wie Villain der SA angehörte, zum Amtsleiter der Berliner KV ernannt worden war – ein Posten, den auch Conti gerne übernommen hätte.
Villain forderte nun Conti zum Duell auf („schwere Säbelforderung“). Conti lehnte mit dem Hinweis ab, dass der Preußische Ministerpräsident Hermann Göring als sein Vorgesetzter ihm die Annahme der Duellforderung verboten habe; verschiedentlich wurde allerdings vermutet, dass Göring das Verbot erst auf Bitten Contis ausgesprochen habe.
Infolgedessen überfiel Villain Conti am 4. März 1934 während einer Tagung nationalsozialistischer Ärzte in München: Er attackierte Conti nachts im Flur vor seinem Hotelzimmer und verletzte ihn schwer, bevor Hotelgäste die Polizei riefen. Villain wurde festgenommen, nach kurzer Zeit jedoch auf Veranlassung des Reichsarztes der SA wieder auf freien Fuß gesetzt. Am nächsten Tag beurlaubte Wagner Villain vorläufig von seinen Ämtern in Berlin.
Auf Wunsch Hermann Görings wurde Villain bald darauf abermals festgenommen, um nach Berlin gebracht zu werden. Der Bayerische Innenminister Adolf Wagner ließ jedoch Villain auf der Zugfahrt in die Reichshauptstadt befreien. Villain, der nun per Haftbefehl gesucht wurde, hielt sich – unterstützt von befreundeten Münchener SA-Ärzten – für einige Zeit in Bayern versteckt. Unter dem Schutz von SA-Führern wurde Villain nach seiner Entdeckung in Partenkirchen nach Berlin in die Wohnung des Berliner SA-Führers Ernst gebracht.
Am 4. Mai 1934 wurde Villain trotz des Widerstands der Berliner SA vor Gericht gestellt und zu einer achtmonatigen Gefängnisstrafe verurteilt. Villain legte Revision ein, ebenso die Staatsanwaltschaft, die die Strafe für zu mild hielt. Außerdem wurde Villain aus der NSDAP ausgeschlossen. Das zweite Verfahren fand nicht mehr statt.
Am 1. Juli 1934 wurde Villain im Rahmen der als Röhm-Putsch bekannt gewordenen innenpolitischen Säuberungsaktion der NS-Regierung exekutiert: Auf die Meldung von der angeblichen Meuterei der SA gegen den Staat meldete Villain sich am 1. Juli 1934 bei der Polizei in Köpenick. Daraufhin wurde er im Auftrag des Geheimen Staatspolizeiamtes durch den SS-Obersturmführer Kurt Gildisch abgeholt und in die SS-Kaserne in der ehemaligen Kadettenanstalt Lichterfelde gebracht. Dort wurde er von einem Standgericht formal zum Tode verurteilt und schließlich in der Nacht zum 2. Juli 1934 von Angehörigen der Leibstandarte SS Adolf Hitler erschossen.
Villains Leiche wurde am 3. Juli mit den anderen in Lichterfelde erschossenen Personen im Krematorium Wilmersdorf eingeäschert und die Urne seinen Angehörigen zur Verfügung gestellt. Seine Ehefrau und Kinder erhielten von der Regierung aus Gründen der Billigkeit eine Hinterbliebenenrente.

## Ehe und Familie
Villain war verheiratet mit Nora Müller. Aus der Ehe gingen zwei Kinder hervor. Nach seinem Tod heiratete seine Witwe in zweiter Ehe den Sanitätsrat und Chirurgen Kurt Lufft (1895–1973).

## Schriften
- Experimentelle Untersuchungen zur Frage der Farbstoffausscheidung im Magen, Berlin 1925 (gedruckt 1931). (Dissertation)